# Sleep Token

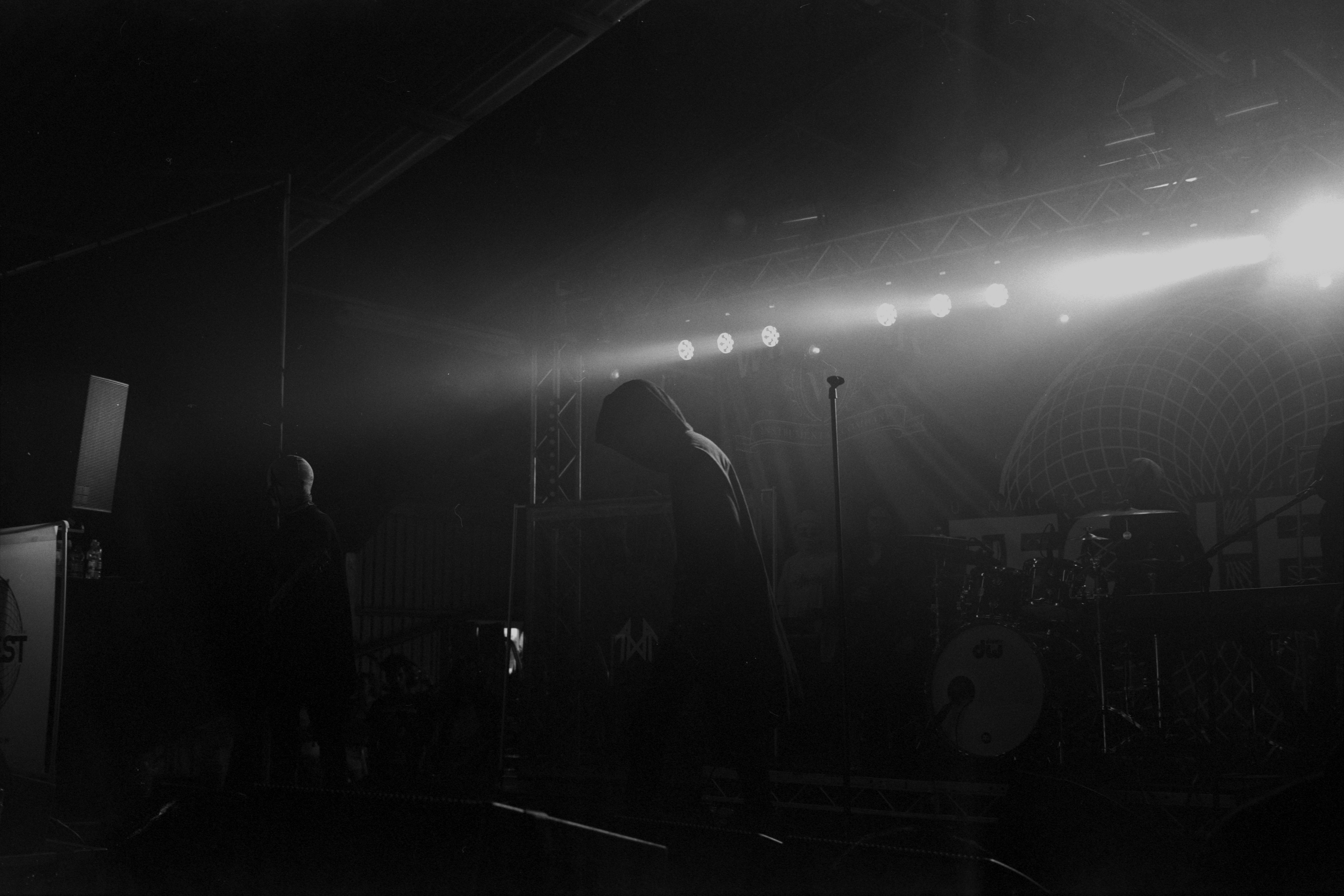
Sleep Token på UK Tech Fest (2018).

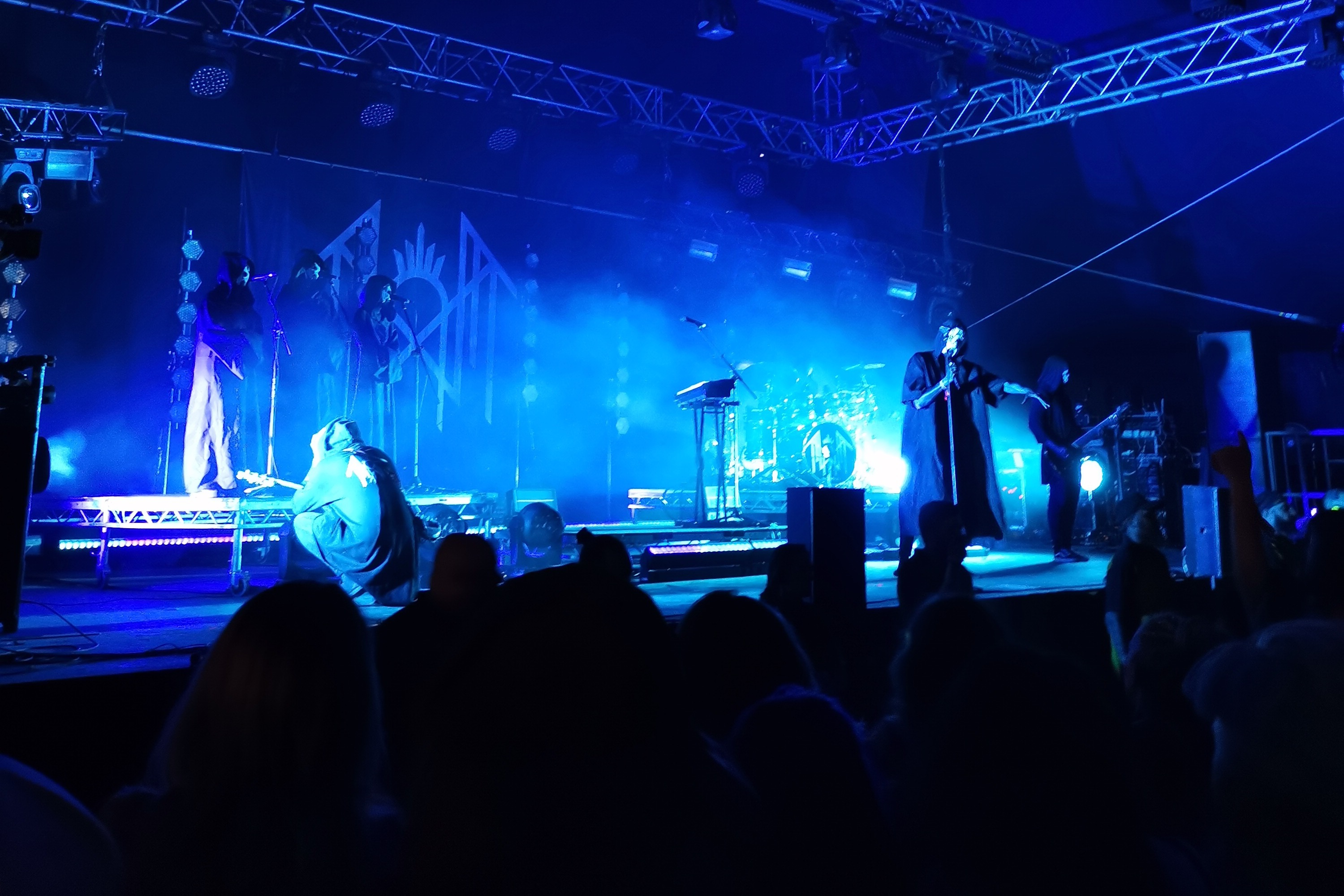
Sleep Token på Bloodstock Open Air (2022).

Sleep Token är ett brittiskt rock/metal-band bildat i London år 2016. Bandet består av fyra anonyma och maskerade medlemmar, sångaren och ledaren i bandet använder sig av smeknamnet Vessel. Musikaliskt har de kategoriserats under många olika genrer, som bland annat alternativ metal, progressiv metal, post-rock/metal, djent, indiepop/rock och R&B.
Efter självutgivna EP:n One (2016) skrev bandet kontrakt med lokala skivbolaget Basick Records och släppte uppföljaren Two år 2017. Bandet skrev senare kontrakt med internationella Spinefarm Records och släppte debutalbumet Sundowning år 2019, vilket följdes upp två år senare med andra albumet This Place Will Become Your Tomb. Tredje albumet Take Me Back To Eden släpptes i maj 2023 och ungefär två år senare släpptes fjärde albumet Even In Arcadia. 

## Diskografi

### EP
- One (självutgiven) - 2016
- Two (Basick Records) - 2017

### Studioalbum
- Sundowning (Spinefarm) - 2019
- This Place Will Become Your Tomb (Spinefarm) - 2021
- Take Me Back To Eden (Spinefarm) - 2023
- Even In Arcadia (RCA Records) - 2025

### Singlar
- "Thread the Needle"	- 2016
- "Calcutta" - 2017
- "Nazareth"	- 2017
- "Jaws"	- 2018
- "Hey Ya!" (Outkast cover) - 2018
- "The Way That You Were"	- 2018
- "Alkaline"	- 2021
- "The Love You Want" - 2021
- "Fall for Me" - 2021
- "Is It Really You?" (med Loathe) - 2022
- "Chokehold"	- 2023
- "The Summoning"	- 2023
- "Granite" - 2023
- "Aqua Regia" - 2023
- "Vore" - 2023
- "DYWTYLM" - 2023
- "Emergence" - 2025
- "Caramel" - 2025
- "Damocles" - 2025